# 北达尔富尔州
北達爾富爾州（阿拉伯语：‎）是苏丹的18个州之一，位於該國西北部，西北鄰利比亞，西鄰查德。面积296,420平方千米，人口為1,583,179人（2006年），首府法希爾。

## 歷史
北達爾富爾與達爾富爾歷史息息相關。它曾是達爾富爾蘇丹國的中心，其首都法希爾和最大的貿易城市科貝皆位於本州。
北達爾富爾在持續進行中的蘇丹內戰中，一直是主要的衝突區域。